# Burgstall Steinbach (St. Georgen bei Grieskirchen)
Der Burgstall Steinbach ist eine abgegangene Burganlage, deren Lagestelle sich im heutigen Gemeindegebiet von St. Georgen bei Grieskirchen, nahe der Gemeindegrenze zu Gallspach, in der Ortschaft Schwabegg in Oberösterreich (Hausruckviertel) befindet.

## Geschichte
Die Anlage war im 12. Jahrhundert Stammsitz der hochfreien Herren von Steinbach, von denen namentlich nur der seit ca. 1158 auftretende Alram und dessen Schwester Richezza eindeutig belegt sind. Burg Steinbach und die dazugehörigen Stammgüter in St. Georgen, Gallspach, Affnang, Neumarkt und Moos bei Offenhausen fielen nach 1160 über Richezza nobilis matrona de Steinpach an deren Gatten Gundacker von Steier, einem Ministerialen der Otakare und Untervogt des Klosters Garsten. Aus dieser Verbindung gingen ab dem 13. Jahrhundert die Herren von Starhemberg hervor. Im Zuge kriegerischer Auseinandersetzungen zwischen Herzog Heinrich II. von Österreich und dem steirischen Markgrafen Otakar IV. wurde 1171 die Burg Steinbach belagert, gestürmt und zerstört. In einer Lambacher Annalenhandschrift, im Auctarium Lambacense heißt es dazu kurz und bündig: 1171 Heinricus dux Austriae Steinpach castrum destruxit.
Spätestens zu Beginn des 13. Jahrhunderts verlegten die Herren von Steier-Steinbach ihren Sitz nach Starhemberg bei Haag. Nach der Katastrophe von 1171 dürfte die Burg teilweise weiter bewohnt worden sein. In einem Teil der Burg(ruine?) ließen die Steinbacher vermutlich einen Pfleger zurück. Der in der Burg wohnende Helmhardus de Steinpach bezeugt um 1185, gemeinsam mit Gundaker von Steier und dem Bogenschützen (sagittarius) Otto, die Schenkung eines Allods im heutigen Gemeindegebiet von Waizenkirchen durch Walther de Wazzinchilcha an das Kloster Garsten. Dieser Rechtsvorgang fand in der Veste Steinbach statt ebenso wie jener aus dem Jahre 1204, in dem ein weiterer Bogenschütze namentlich urkundlich belegt ist. Bei Alram (Alramus sagittarius de Steinpach) kamen die Geschwister Gundacker (Gundacharus), During (Duringus) und Helena mit ihren Gefolgsleuten zusammen, um eine Schenkung ihres Bruders Hartnid von Steinbach, eines Passauer Kanonikers und Propstes von Aquileia, zu beurkunden. Unter den 24 Steinbacher Urkundszeugen fungierten z. B. Richkerus de Geilsbach (Gallspach), Wernhard und Chunrad von Sinzing, Chunrad von Einwerk sowie Meinhard von Afnang. 
Wann die Burg endgültig verlassen wurde, ist unklar. In einer Urkunde vom 30. August 1465 wird die öd Veste Steinpach erwähnt. Funde aus der 2. Hälfte des 15. Jahrhunderts deuten jedoch auf eine zumindest teilweise Nutzung des Burghügels durch die Jörger bis in das 16. Jahrhundert.

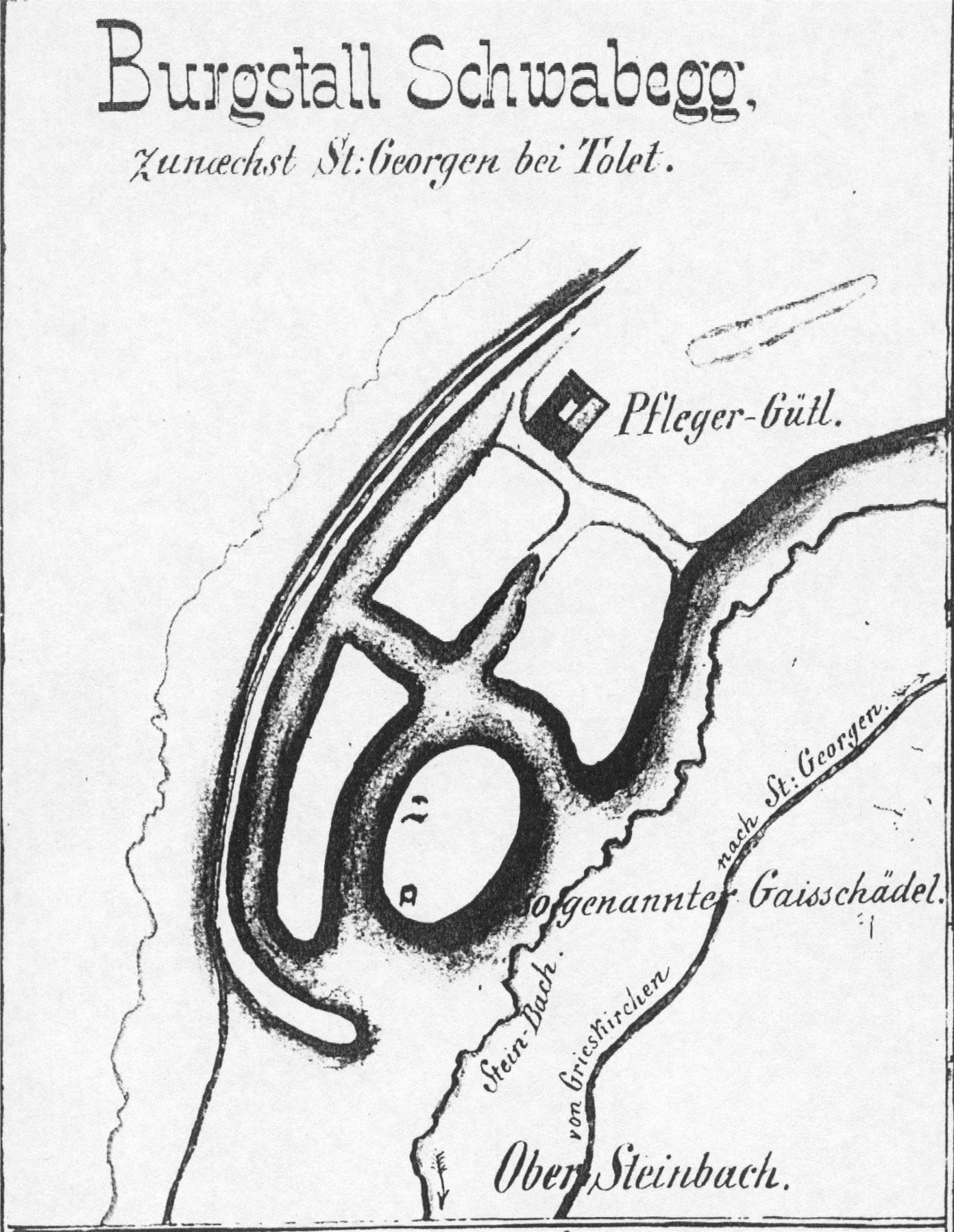
Planskizze von Johann Ev. Lamprecht vom Burgstall Schwabegg

## Heutiges Aussehen
Der Hügel der Hauptburg ragt heute noch auf einer kleinen Terrasse des Steinbaches heraus (ca. 20 m über dem Bachbett), um dessen sehr steilen Abfall ein etwa 10 m tiefer und an der Sohle 2 m breiter, künstlich geschaffener Graben verläuft. Er ist an der Nordseite gegen den Bach hin im Laufe der Jahrhunderte zu einem heute trockengelegten Teich erweitert worden. Neben der etwa elliptischen Hauptburg (ca. 25 mal 30 m) lag eine Vorburg, die ebenfalls von einem Graben umzogen war. Der Vorburghügel jedoch ist an der Ostseite bereits vor langer Zeit eingeebnet worden.
Mit der Burg ist die Sage von einer langen Belagerung verbunden. Als innerhalb der Burgmauern schon fast alle Nahrungsmittel verzehrt waren, schlachteten die schlauen Verteidiger ihre letzte Ziege, steckten deren Haupt auf einen Stock und ließen zur Täuschung der Belagerer den Ziegenkopf über die Burgmauer schauen, um reichliche Nahrungsmittel vorzutäuschen. Tatsächlich zog der Feind in der Sage ab. Steinbach bzw. der Burgstall Schwabegg, so wird die alte Lagestelle bereits 1418 bezeichnet, heißt im Volksmund daher auch Geißschädel oder mundartlich Goaßschedl. Die Volksetymologie hatte das später unverstandene altbairische K’haysedl (= befestigter Edelsitz) zu einem (lautlich und inhaltlich bekannten) Begriff abgewandelt und verständlich gemacht.

## Archäologische Ausgrabungen
Im Juli 1960 brachten die Archäologen in einer Grabungskampagne, die sich nur auf den eigentlichen Burgplatz auf dem Hügel beschränkte, an den Tag: Steinbach war eine mächtige Steinburg, deren Fundamente im Kernwerk in ca. einem Meter Tiefe ergraben wurden. Sie fiel im 12. Jahrhundert einer Brandkatastrophe zum Opfer und wurde später nicht mehr bzw. bloß notdürftig wieder aufgebaut. Kennzeichnende und für die Chronologie verwertbare, relativ plumpe Scherben des 12. Jahrhunderts fanden sich unterhalb des Brandhorizontes. In oberflächlicher Lage wurden mehrfach Keramik, z. B. ein Dreifußgefäß, Kacheln des 14. Jahrhunderts sowie Eisennägel gefunden. Eine Lanzenspitze aus dem 14. Jahrhundert sowie eine Gertel, eine Waffe des Fußvolkes aus derselben Zeit, komplettierten die Funde. Weiters glaubten die Archäologen schließen zu können, dass die Burgstelle im frühen 15. Jahrhundert systematisch planiert wurde. Über die weitere Nutzung des Burghügels gehen die Meinungen auseinander. Der Archäologe Eduard Beninger vertrat die Ansicht, dass im 15./16. Jahrhundert auf dem Plateau eine kleine Holzbehausung gestanden habe. Neuere Erkenntnisse tendieren hingegen dahin, dass um die Mitte des 15. Jahrhunderts eine kleine Burganlage bestanden habe, die in der 1. Hälfte des 16. Jahrhunderts aufgegeben wurde. Eine auf der Südostseite erkennbare Vertiefung könnte auf einen Brunnenschacht hinweisen. 1819 wird ein tiefer Brunnen am sogenannten Geisschädlberg erwähnt. Nur noch der Hausname Pfleger haftet heute an einem Bauernhaus südlich des Burgstalles. Angeblich wurde im 16. Jahrhundert noch vorhandenes und nicht dem Steinraub zum Opfer gefallenes Baumaterial der Burg Steinbach beim Ausbau des Schlosses Tollet verwendet.